# Асен Миланов
Асен Петров Миланов е български актьор.

## Биография
Роден е в София на 22 октомври 1922 г. Участва в Отечествената война като телеграфист.
Завършва семестриално юридическият факултет към Софийския университет.
В периода 1945 – 1946 г. учи в Драматичната студия, ръководена от Георги Стаматов.
Играл в Общинския театър, станал по-късно филиал на Народния театър „Иван Вазов“.
Член на СБФД.
Член на Съюза на артистите в България.
Умира на 8 юли 1997 г. в София

## Награди и отличия
- Заслужил артист (1966)
- Народен артист (1971)
- Орден „Народна република България“ – I степен (1982)

## Театрални роли (Народен театър „Иван Вазов“)
- „Ричард III“ – Ричард III
- „Години на странствуване“
- „Село Борово“
- „Разузнаване“
- „Стари другари“
- „Семейство“
- „Ревизор“
- „В полите на Витоша“
- „Сън в лятна нощ“
- „Херцогинята на Падуа“
- „Разлом“
- „Дачници“
- „Братя Карамазови“
- „Краят на книга шеста“
- „Любов Яровая“
- „Живият труп“
- „Сирано дьо Бержерак“
- „Смъртта на търговския пътник“
- „Лес“
- „Еснафи“
- „Иван Кондарев“
- „Бяг“
- „Тази малка земя“
- „Крал лир“
- „Чичовци“
- „Сборен пункт“
- „Мяра за мяра“

- „Вечерна разходка“ (Юлиус Янчур) (1972)

## Телевизионен театър
- „Център на кръга“ (1988) (Димитър Начев)
- „Право на избор“ (1986) (Николай Никифоров), 2 части
- „Хоро“ (1982) (Антон Страшимиров)
- „Имена и адреси“ (Лилия Тодорова), 2 части
- „Годежна вечер“ (1977) (Славчо Трънски)
- „Полунощ след 5 минути“ (1966) (Ян Солович) - прокурорът

## Филмография
| Година      | Филми и Сериали                               | Серии | Копродукции       | Роля                                                           |
| ----------- | --------------------------------------------- | ----- | ----------------- | -------------------------------------------------------------- |
| 1994        | Любовни сънища                                |       | България/Италия   | келнера                                                        |
| 1991        | Здравей, бабо!                                |       |                   | дядо Пенко Банов                                               |
| 1989        | Мъже без мустаци                              | 6     |                   | обущарят бай Димитър                                           |
| 1986        | Дом за нашите деца                            | 5     |                   | инженер Йорданов                                               |
| 1985        | История с куче без куче                       |       |                   | дядото на Соня                                                 |
| 1985        | Тази хубава зряла възраст                     |       |                   | Дражев                                                         |
| 1984        | Откога те чакам                               |       |                   | адвокат Марко Паскалев                                         |
| 1983        | Третото лице                                  |       |                   |                                                                |
| 1982        | Есенно слънце                                 |       |                   | учителят г-н Добрев                                            |
| 1982        | Спирка „Берлин“                               | 2     |                   | английският евреин Харолд Вайнер, бивш концлагерист            |
| 1979        | Кръвта остава                                 |       |                   | бащата на г-н Здравков                                         |
| 1979        | Хора и богове                                 | 3     |                   | професор Русто, океанолог                                      |
| 1979        | Тайфуни с нежни имена                         | 3     |                   | Бенато                                                         |
| 1978        | По дирята на безследно изчезналите            | 4     |                   | председателят на Върховния съд                                 |
| 1974        | На живот и смърт                              | 3     |                   | Никола Захаров, областен прокурор                              |
| 1973        | Дъщерите на началника                         | 2     |                   | воденичарят                                                    |
| 1969 – 1971 | На всеки километър                            | 26    |                   | полковник Филип Нилсон (в 23-та: „Урок по толерантност“, 1971) |
| 1969        | Любовницата на Граминя (L'amante di Gramigna) |       | Италия / България | нотариусът                                                     |
| 1969        | Господин Никой                                |       |                   | Марин Младенов                                                 |
| 1966        | Карамбол                                      |       |                   | главният редактор на вестника                                  |
| 1966        | Призованият не се яви                         |       |                   | Богданов                                                       |
| 1965        | Паролата                                      |       |                   | бай Петър                                                      |
| 1962        | Анкета                                        |       |                   | инженер Данков                                                 |
| 1961        | Краят на пътя                                 |       |                   | майор Терзиев                                                  |
| 1960        | Случаен концерт                               |       |                   | Иван                                                           |
| 1956        | Две победи                                    |       |                   | Пейков                                                         |
| 1954        | Песен за човека                               |       |                   | Лозанов                                                        |
| 1950        | Тревога                                       |       |                   | провокатор                                                     |
| 1946        | Борба за щастие                               |       |                   |                                                                |